# Národní park Aukštaitijos
Národní park Aukštaitijos (litevsky Aukštaitijos nacionalinis parkas) je národní park v severovýchodní Litvě, asi 100 km severně od Vilniusu. Byl založen v roce 1974, je nejstarším z pěti litevských národních parků. Původně byl vyhlášen Národním parkem Litevské sovětské socialistické republiky, tím mělo být zdůrazněno, že jde o první národní park v zemi. V roce 1991 vznikly další čtyři národní parky a pojmenovány byly pro etnografických regionech Litvy. Tento park byl pojmenován názvem regionu Aukštaitija („vysočina“).
Park s rozlohou 405,7 km² zabírá polovinu okresu Ignalina (Utenský kraj). Okresy Utena (Utenský kraj) a Švenčionys (Vilniuský kraj) mají na svém území každý asi čtvrtinu rozlohy parku. Přísně chráněná území tvoří asi 2,1 % rozlohy. Do nich se lze dostat pouze v doprovodu zaměstnance parku. Více než 70 procent území je zalesněno, z nichž až 80 procent tvoří borovicové porosty, dosahující stáří až 200 let.
Šedesát čtyři druhů rostlin, osm druhů hub a 48 druhů ptáků nacházejících se v parku jsou zahrnuty v litevské Červené knize. Park je znám svou biologickou rozmanitostí: 59 % všech rostlinných druhů rostoucích v Litvě lze nalézt v parku, který pokrývá méně než 1 % jejího území.

## Vodstvo

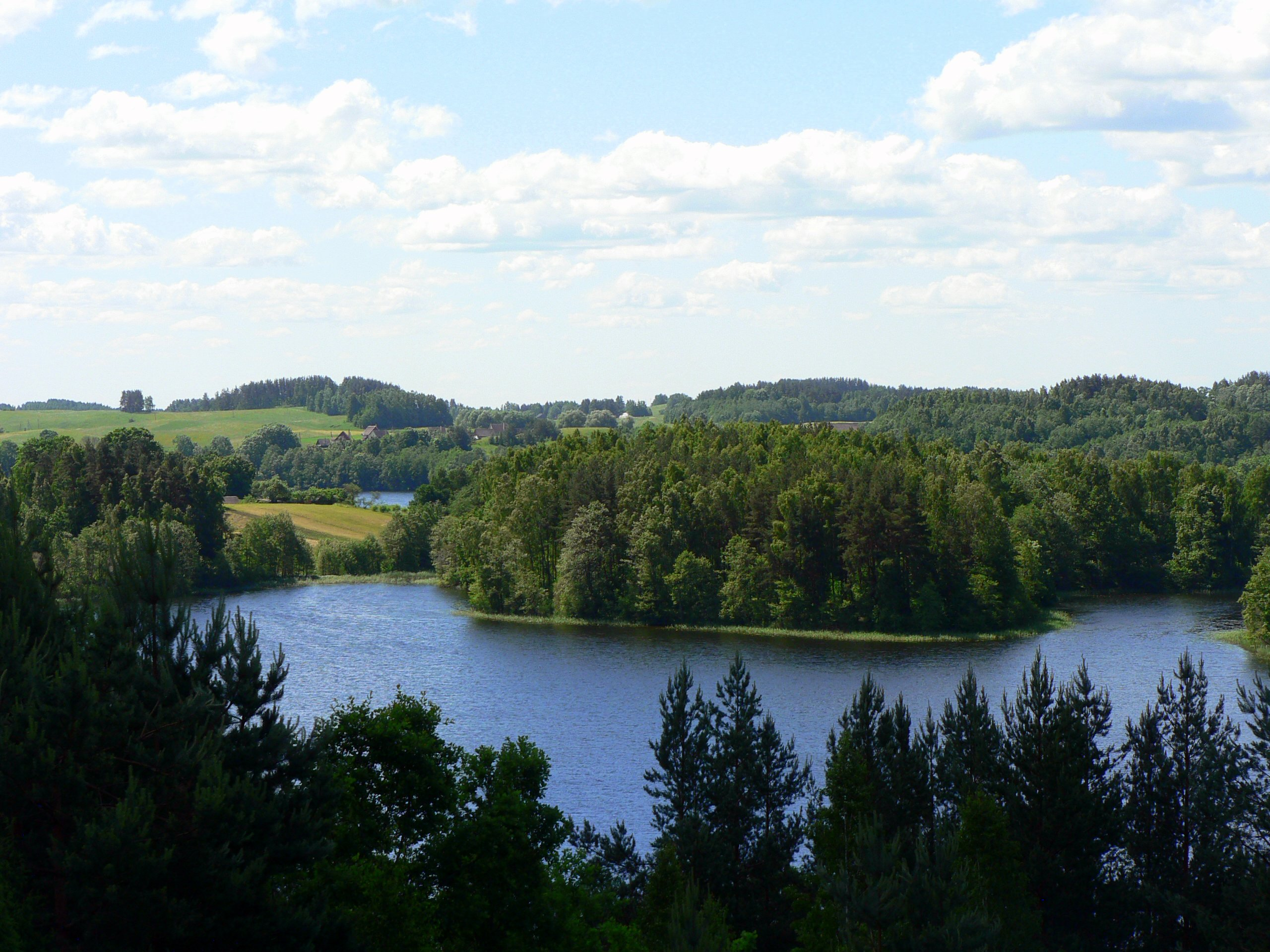
Pohled z vrchu Ladakalnis

V národní parku je mezi lesy a kopci rozptýleno 126 jezer. Mnohá z nich jsou propojena říčkami a potoky a jsou oblíbené pro jízdu na kajacích. Vzhledem k tomu, že park byl založen před více než 40 lety, je infrastruktura pro vodní turistiku dobře vyvinutá. Existuje zde mnoho míst, kde si lze pronajmout motorové čluny a kajaky a také mnoho míst k přenocování. Jezera pokrývají 59,30 km² (15,5 % rozlohy parku). Největším jezerem je jezero Kretuonas (8,29 km²), nachází se zde i Tauragnas, s hloubkou 60,5 metrů vůbec nejhlubší a nejvýše položené jezero Litvy. Celkem je zde 14 jezer o rozloze větší než 1 km². Šest jezer je o velikosti mezi 0,5 až 1 km² a 35 dalších v rozmezí 5 až 50 ha. Zbytek tvoří jezera menší než 5 ha a některá se postupně mění v bažiny.
Na jezeře Baluošas je sedm ostrovů, z nichž jeden má dokonce vlastní jezírko. Z něj teče do jezera malý vodní tok, což je unikát v celé Litvě. Nejdelší řekou je Žeimena, parkem protéká v délce 22 km, celkově má podle některých zdrojů až 114 km. Je velmi čistá a vlévá se do řeky Neris. Všechna jezera a říčky v parku patří do jejího povodí.
Jednou z nejznámějších památek v parku je vrch Ladakalnis, z jehož vrcholu lze vidět šest jezer (Ūkojas, Linkmenas, Pakasas, Asėkas, Alksnaitis, Alksnas). Vrch je geomorfologickou přírodní památkou.

## Osídlení

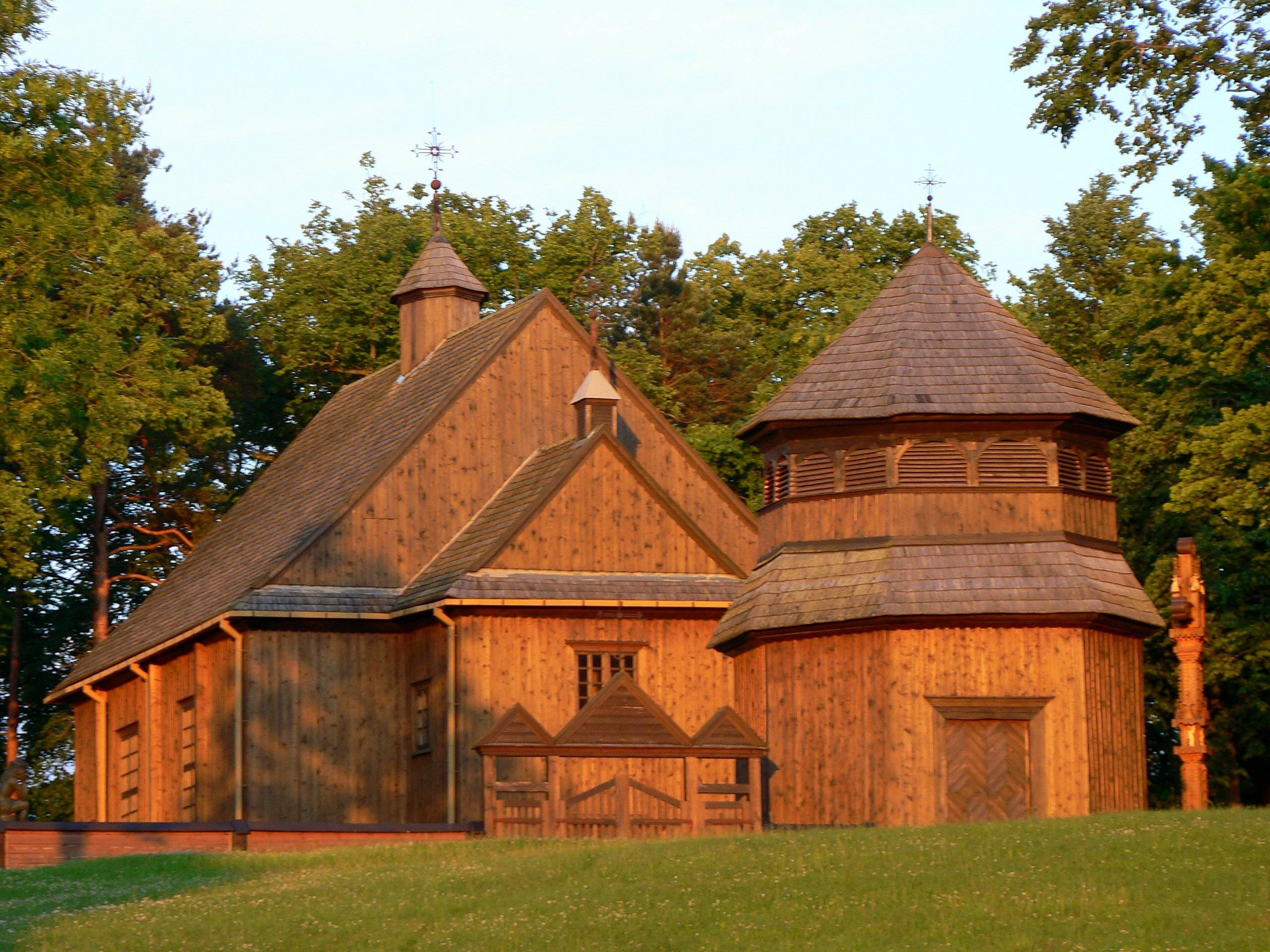
Dřevěný kostel z 18. století v Palūšė

V parku je celkem 116 obcí s asi 2300 obyvateli. První vesnice jsou zmiňovány ve 14. století (Vilnius, hlavní město Litvy je poprvé zmíněn v písemných pramenech v roce 1323).
Nejznámější z vesnic je Palūšė, kde sídlí správa parku. Kostel, postavený v roce 1750, je považován za nejstarší dřevěný kostel v Litvě. Kostel byl vyobrazen na bankovce s hodnotou 1 litas. Nejstarší vesnicí je Stripeikiai. Sídlí zde jedinečné litevské muzeum staro a středověkého včelařství Imkereimuseum Stripeikiai. Další známou obcí je Ginučiai, turisty sem přitahuje zejména vodní mlýn z 19. století. Jako jeden z mála mlýnů má stále původní mechanismus a byl prohlášen technickou památkou. Nedaleko se nachází dvě významná hradiště. Největší obcí je s 300 obyvateli je Kaltanėnai.
Ve vsi Šuminai byl v roce 1972 natáčen film o litevském psanci a národním lidovém hrdinovi Tadasu Blindovi. Šuminai a pět dalších vesnic bylo prohlášeno architektonickou památkou.

## Archeologie

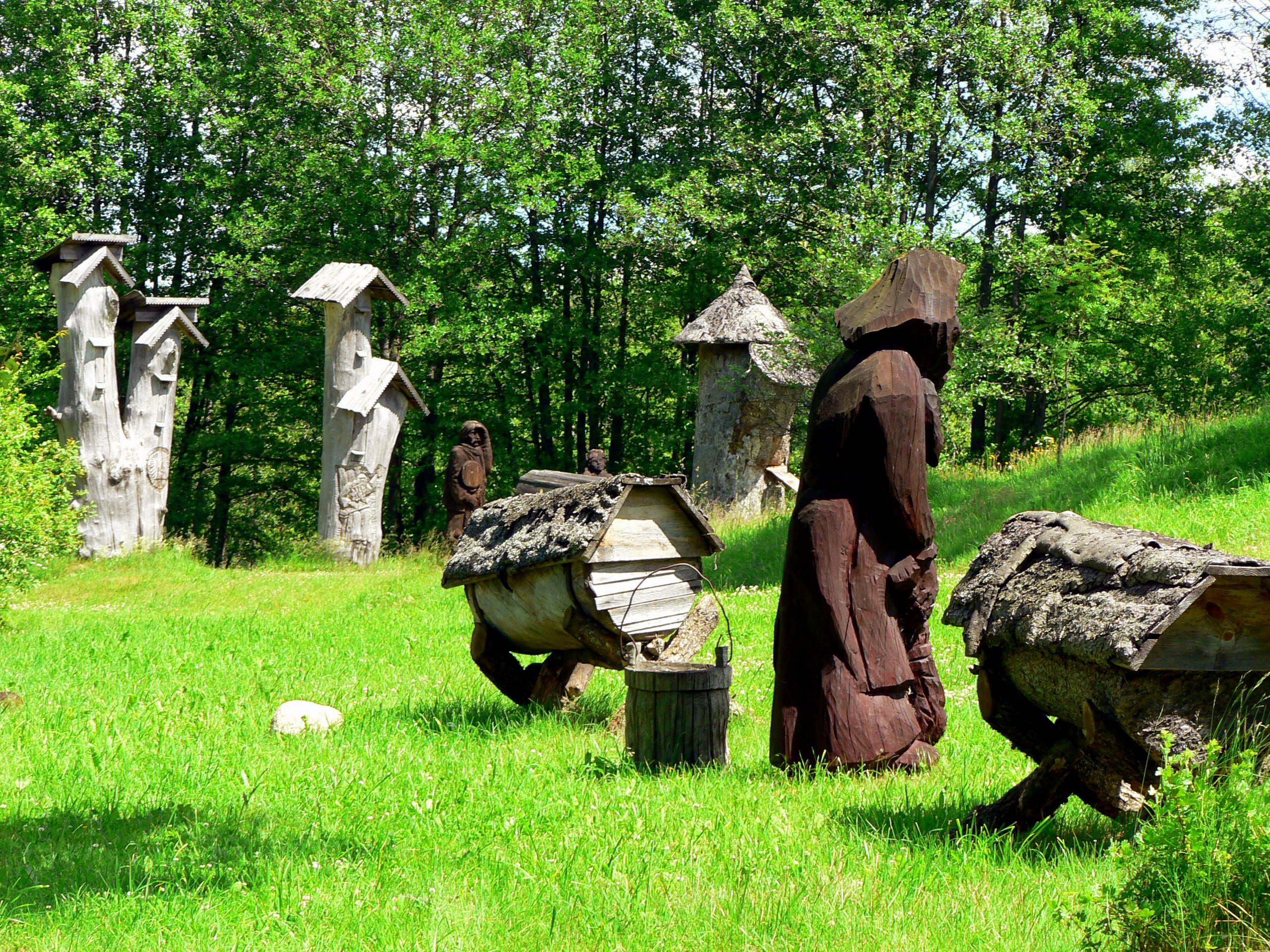
Muzeum včelařství, Stripeikiai

Náhodné archeologické nálezy svědčí o tom, že oblast byla osídlena už v období asi 9000-8000 let před naším letopočtem. Hojnější artefakty pocházejí z období kolem 3000 let př. n. l. Bylo zde celkem objeveno 45 pohřebišť, datovaných do 4. až 12. století. Pohřebiště mohou obsahovat od několika do 400 mohyl (obvykle mají několik metrů v průměru, ale největší je 20 metrů). Mohyly jsou obvykle obklopeny kruhem kamenů nebo mělkým příkopem. Lidé byli pohřbíváni společně s předměty, které by mohli potřebovat v posmrtném životě (šperky, nástroje, zbraně, dokonce i koně). V parku se také nachází 11 hradišť.